# Hans Mayr (Gewerkschafter)
Hans Mayr (* 13. Dezember 1921 in Freudenegg, Senden (Bayern); † 3. August 2009 in Dreieich) war ein deutscher Gewerkschafter, Politiker und Vorsitzender der IG Metall. Als Mitglied der SPD war er von 1961 bis 1964 Mitglied des Landtags von Baden-Württemberg.

## Leben
Seine tiefe Verwurzelung in der Gewerkschaftsbewegung und der Sozialdemokratie war eng mit seinem persönlichen Werdegang verbunden. Der 1921 in Freudenegg bei Ulm geborene Hans Mayr wuchs in einer „klassischen“ sozialdemokratischen Arbeiterfamilie auf. Nach der Machtübernahme der Nazis wurden seine Eltern wegen der Parteiangehörigkeit schikaniert. Hans Mayr musste die letzten Kriegsjahre als Soldat an die Front.
Nach der Rückkehr aus der Kriegsgefangenschaft schloss er sich der IG Metall und der SPD an und wurde bald hauptamtlicher Funktionär. Er arbeitete als Erster Bevollmächtigter der IG Metall in Göppingen und wurde 1962 zum geschäftsführenden Vorstandsmitglied gewählt. Von 1963 an war Mayr vor allem für die Tarifpolitik verantwortlich und galt als der große Taktiker seiner Gewerkschaft. 1972 wurde er zum Zweiten, 1983 als Nachfolger Eugen Loderers zum Ersten Vorsitzenden gewählt; 1986 trat er aus Altersgründen ab.
Seine größten gewerkschaftspolitischen Erfolge erzielte er in den 1980er Jahren. Hans Mayr stand in einer Phase der einsetzenden Massenarbeitslosigkeit an der Spitze der IG Metall (1983–1986). Es ging darum, lohn- und arbeitszeitpolitische Antworten auf die Wirtschafts- und Beschäftigungskrise zu finden und um die Durchsetzung der 35-Stunden-Woche bei vollem Lohnausgleich. Über eine Million Arbeitnehmer führte die IG Metall in den Streik. Als die Regierung von Kohl 1985 versuchte, den Paragraphen 116 des Arbeitsförderungsgesetzes zu ändern, um die Streikfähigkeit der Gewerkschaften zu reduzieren, kam es erneut zu einer Massenmobilisierung von über einer Million Arbeitnehmern.
Am 20. November 1961 zog Mayr auch als Nachfolger von Karl Riegel als Abgeordneter in den Landtag von Baden-Württemberg ein, dem er bis zum Ende der Legislaturperiode 1964 für den Wahlkreis Göppingen I angehörte.